# 影向の松 (春日大社)

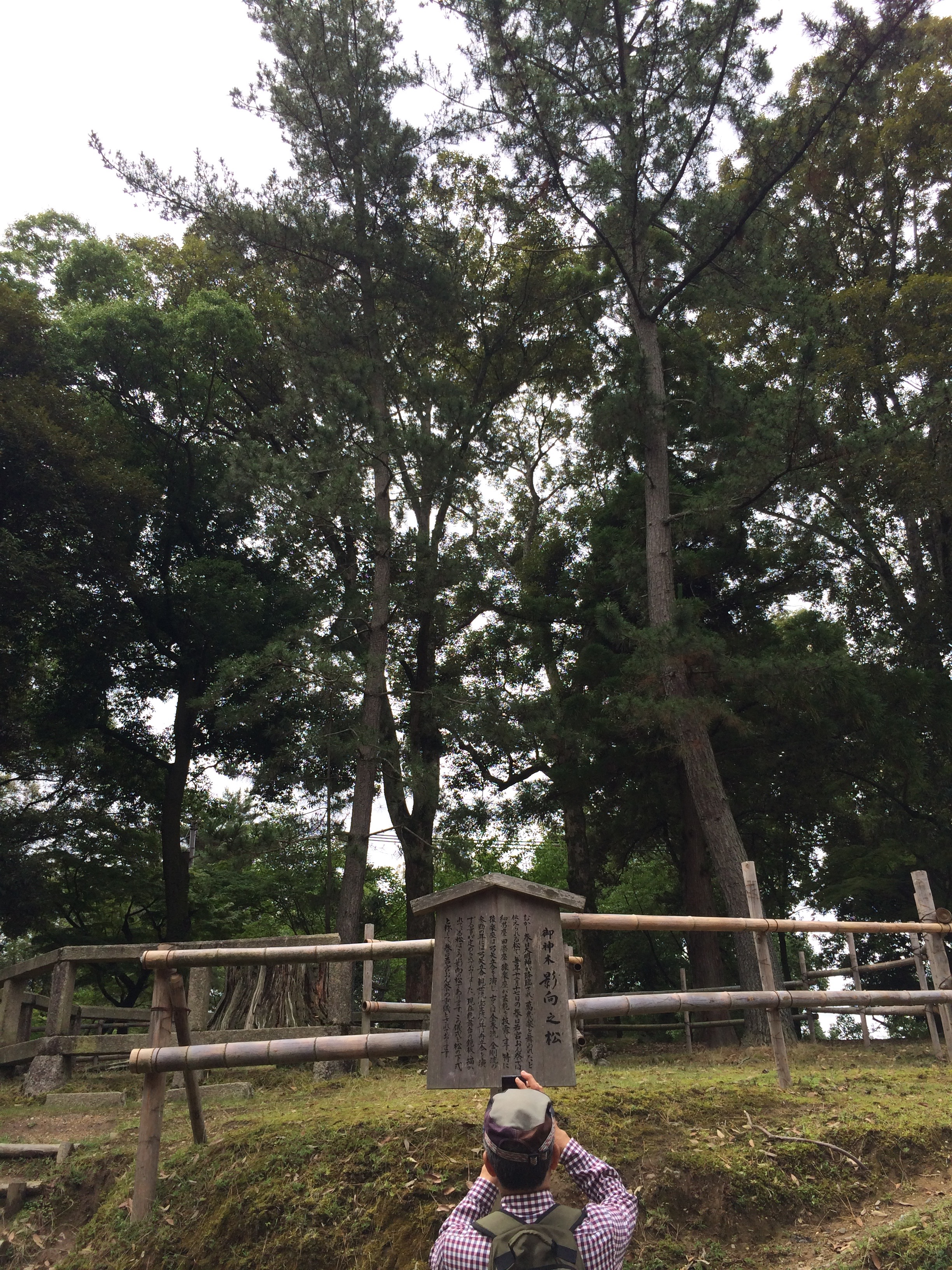
影向の松

影向の松（ようごうのまつ）は、奈良県奈良市の春日大社一の鳥居をくぐってすぐの、参道右側に生育しているクロマツである。延慶2年（1309年）の春日権現験記にも記された古い巨木であったが、1995年（平成7年）に枯れたため、現在は巨大な切り株の横に後継樹の若木が植えられている。

## 由来
この地は昔、春日大明神が翁の姿で降臨され、万歳楽を舞われた地とされる。『教訓抄』によると、松は特に芸能の神の依代（よりしろ）であり、この影向の松は能舞台の鏡板に描かれている老松の絵のルーツだと、しばしばされていたが、実は明治時代末から大正時代に山崎楽堂や高野辰之が唱えた新説であり、史料的根拠の無い俗説だとの研究結果もある。

## 春日若宮おん祭・松の下式
毎年12月17日の春日若宮おん祭では、影向の松の前で細男（せいのお）・田楽・猿楽が芸能の一節や、所定の舞を披露する、松の下式（まつのしたしき）と呼ばれる儀式が執り行われる。